# Збруи
Збруи (укр. Збруї) — село в Бродовской городской общине Золочевского района Львовской области Украины.
Население по переписи 2001 года составляло 154 человека. Занимает площадь 0,574 км². Почтовый индекс — 80622. Телефонный код — 3266.